# Бобруйськ (станція)
Бобруйськ (біл. Бабруйск) — вантажно-пасажирська проміжна залізнична станція Могильовського відділення Білоруської залізниці на електрифікованій магістральній лінії південно-східного напрямку (від Мінська) Мінськ — Гомель.
Розташована в однойменному місті Могильовської області. Станції Бобруйськ 2-го класу — вузлова, з'єднує найближчі станції: Березина — вантажно-пасажирська, Шинна — вантажна та Киселевичі — пасажирська.
Станція обслуговує пасажирські перевезення далекого, місцевого та приміського сполучення, а також вантажні перевезення.
Від головного ходу магістральній лінії Мінськ — Гомель відгалужується лінія до станції Рабкор, протяжністю 69 км.

## Історія
У листопаді 1873 роки над містом Бобруйськом пролунав перший паровозний гудок. Через місто прокладена Лібаво-Роменська залізниця, яка з'єднала місто на річці Березина з портами Балтійського і Чорного морів, індустріальними центрами Білорусі, Росії, України, Польщі, сприяла зближенню сільськогосподарських і промислових районів.
Управління Лібаво-Роменської залізниці розташовувалося у Мінську. Відкритий для руху потягів ділянку Мінськ — Бобруйськ був четвертим напрямком від Мінська. 30 квітня 1876 року було прийнято рішення приєднати до Лібаво-Роменської залізниці безприбуткову Лібавську залізниця і змінити назву залізниці на Лібаво-Роменську.
З 1880-х років XIX століття удосконалювалися і розвивалися пасажирські перевезення, вводилися в експлуатацію нові пасажирські паровози і пасажирські вагони з водяним, а потім і паровим опаленням, удосконалювалися вентиляційні пристрої, свічкове освітлення замінювалося газовим, а в деяких випадках і електричним. Приймалися в ці роки і інші заходи щодо поліпшення обслуговування пасажирів: послідовна переробка вагонів західноєвропейської споруди з бічними входами в кожне відділення безпосередньо з платформ в вагони з поздовжнім коридором і закритими тамбурами наприкінці вагона.
З вдосконаленням парку пасажирських вагонів і паровозів росли і обсяги пасажирських перевезень на всій мережі залізниці. У зв'язку з цим, було прийнято рішення про будівництво вокзалу на станції Бобруйськ, будівництво якого було завершено 1900 року.
Унаслідок економічного і чисельного зростання міста було прийнято рішення про будівництво вокзалу на станції Березина, яке було здано в експлуатацію 1908 року. Пасажирські будівлі на станції Бобруйськ і Березина були побудовані з цегли і збереглися до нашого часу.
Через Бобруйськ у 1909 році проходило 4 пари пасажирських потягів. З відкриттям 1932 року наскрізної дільниці Бобруйськ — Старушки станція Бобруйськ стала вузловою.
2004 року завершена повна реконструкція вокзального комплексу, в ході якої проведена реконструкція будівлі вокзалу, багажного відділення, туалету, перону і платформ, встановлені навіси. 
2005 року проведена реконструкція привокзальної площі. Всього на реконструкцію вокзального комплексу витрачено 10 мільярдів рублів.
2006 року, в рамках підготовки до проведення республіканського фестивалю-ярмарку біл. «Дажынкі-2006», проведено ремонт пасажирської будівлі на станції Березина з реконструкцією платформ, благоустроєм прилеглої території. На виконання зазначених робіт було витрачено близько 2,3 млн рублів.
Після реконструкції вокзал обладнаний сучасним освітленням. Для додання естетичного вигляду на привокзальній площі є сучасні квіткові клумби. 2007 року проведена закупівля великої кількості багаторічних декоративних рослин, за допомогою яких вироблено ландшафтне оформлення прилеглої місцевості.

## Інфраструктура
До складу вокзального комплексу входять: будівля вокзалу, багажне відділення, перон, дві острівні платформи, п'ять пішохідних переходів, туалет. 
Напроти залізничного вокзалу розташований автовокзал «Бобруйськ». 
Вулицею Інтернаціональною пролягає тролейбусна лінія до залізничної станції Бобруйськ. Нею прямують тролейбуси маршруту № 2.

## Пасажирське сполучення
Через станцію Бобруйськ прямують пасажирські поїзди міжнародних, міжрегіональних ліній та регіональних ліній бізнес- та економ-класу. 
У середньому щомісяця з вокзалу Бобруйська відправляється 97 тисяч пасажирів, з них у внутрішньореспубліканському і міжнародному сполученні — 22 тисячі, у приміському сполученні — 75 тисяч пасажирів.
Далеке сполучення
Основними напрямками пасажирського сполучення є: Мінськ, Гомель, а також прямі потяги на Калінінград, Одесу, Кисловодськ, Київ, Суми, Харків, Запоріжжя, Анапу, Адлер. 
Станом на 2021 рік вокзал станції Бобруйськ приймає та відправляє наступні пасажирські потяги:
| Рух пасажирських поїздів по станції Бобруйськ | Рух пасажирських поїздів по станції Бобруйськ                         |
| №                                             | Маршрут сполучення                                                    |
| --------------------------------------------- | --------------------------------------------------------------------- |
| 85/86 «Білий лелека»                          | Київ — Мінськ (скасований з березня 2020 року)                        |
| 93/94                                         | Одеса — Мінськ (скасований з березня 2020 року)                       |
| 99/100                                        | Новоолексіївка* — Запоріжжя — Мінськ (скасований з березня 2020 року) |
| 149/150*                                      | Мінеральні Води — Мінськ                                              |
| 301/302*                                      | Адлер — Мінськ                                                        |
| 359/360                                       | Адлер — Калінінград                                                   |
| 389/390*                                      | Анапа — Мінськ                                                        |
| 613/614                                       | Могильов — Солігорськ                                                 |
| 621/622                                       | Гомель — Мінськ                                                       |
| 631/632                                       | Гомель — Барановичі                                                   |
| 647 /648                                      | Гомель — Мінськ                                                       |
| 669/670                                       | Гомель — Мінськ                                                       |
| 671/672                                       | Гомель — Мінськ                                                       |
| 675/676                                       | Гомель — Мінськ                                                       |
| 715/716                                       | Гомель — Мінськ                                                       |
| 717/718                                       | Гомель — Мінськ                                                       |
| 741/742                                       | Жлобин — Мінськ                                                       |
| 743/744                                       | Бобруйськ — Мінськ                                                    |
| 745/746                                       | Бобруйськ — Мінськ                                                    |

Примітка:
- Зірочкою позначені поїзди сезонного курсування.
- Актуальний розклад руху пасажирських поїздів на сайті Білоруської залізниці.

Приміське сполучення
Приміське сполучення здійснюється поїздами регіональних ліній економ-класу до станцій Березина, Осиповичі I, Рабкор та Жлобин.

## Галерея

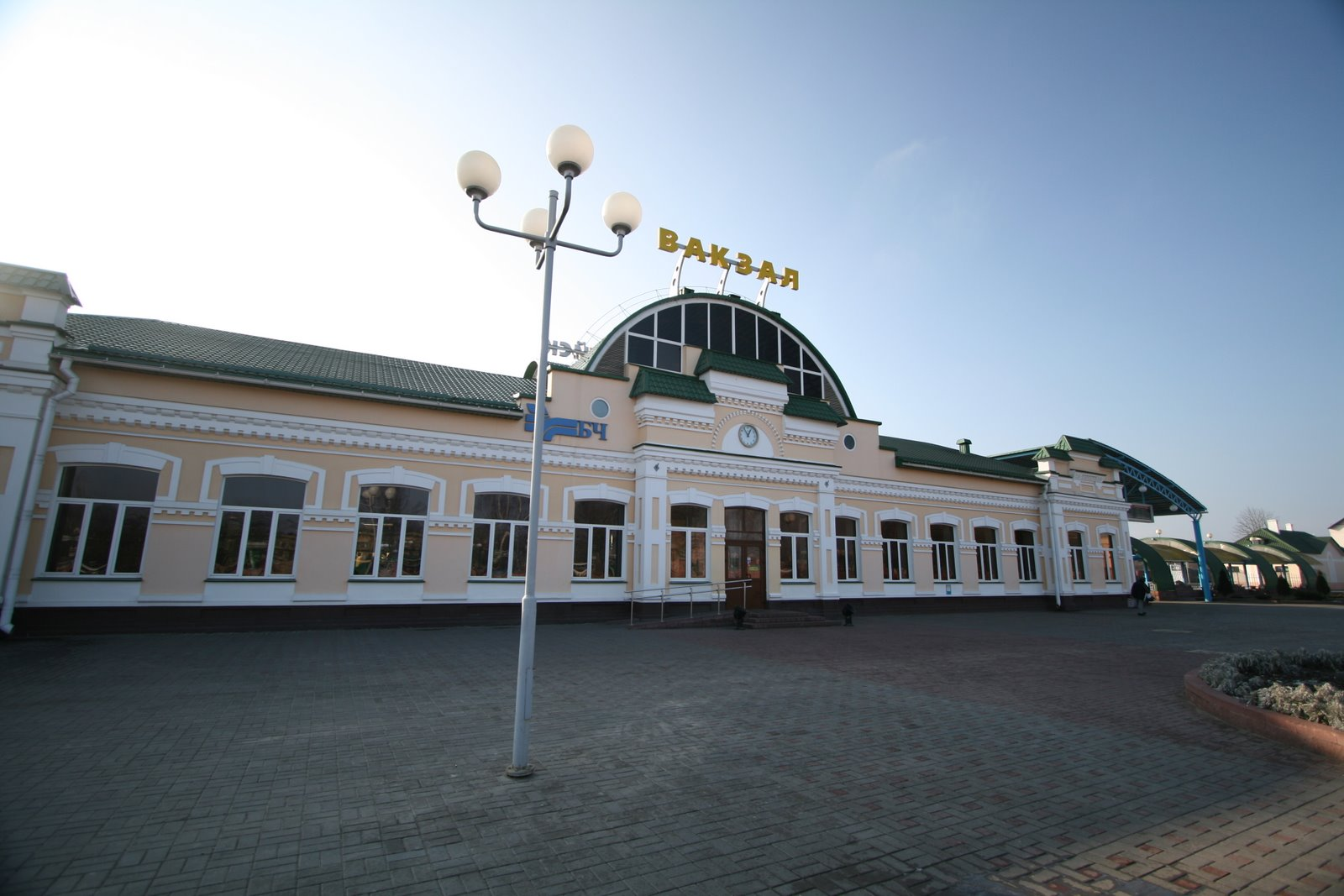
Вигляд з Привокзальної площі
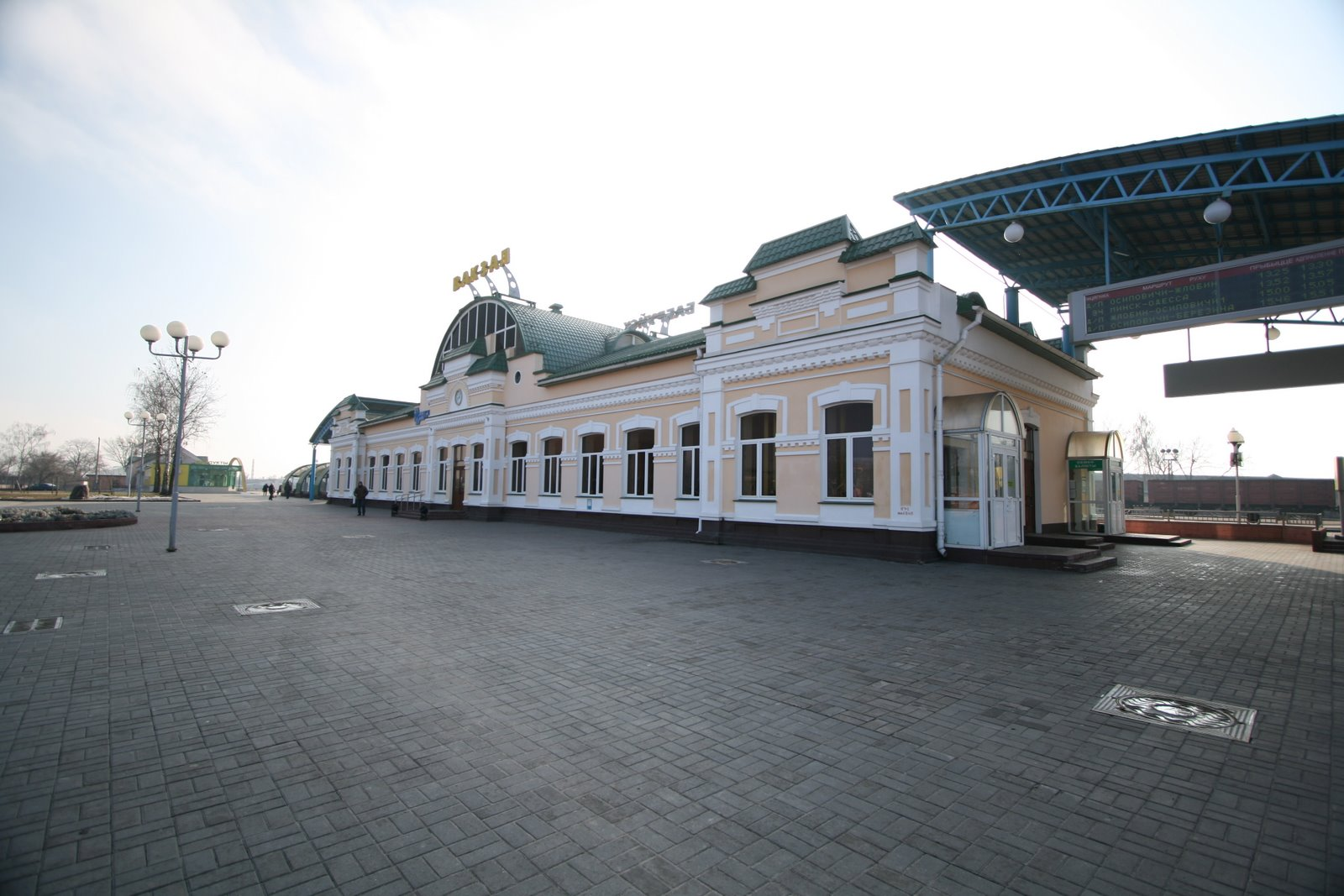
Вокзал
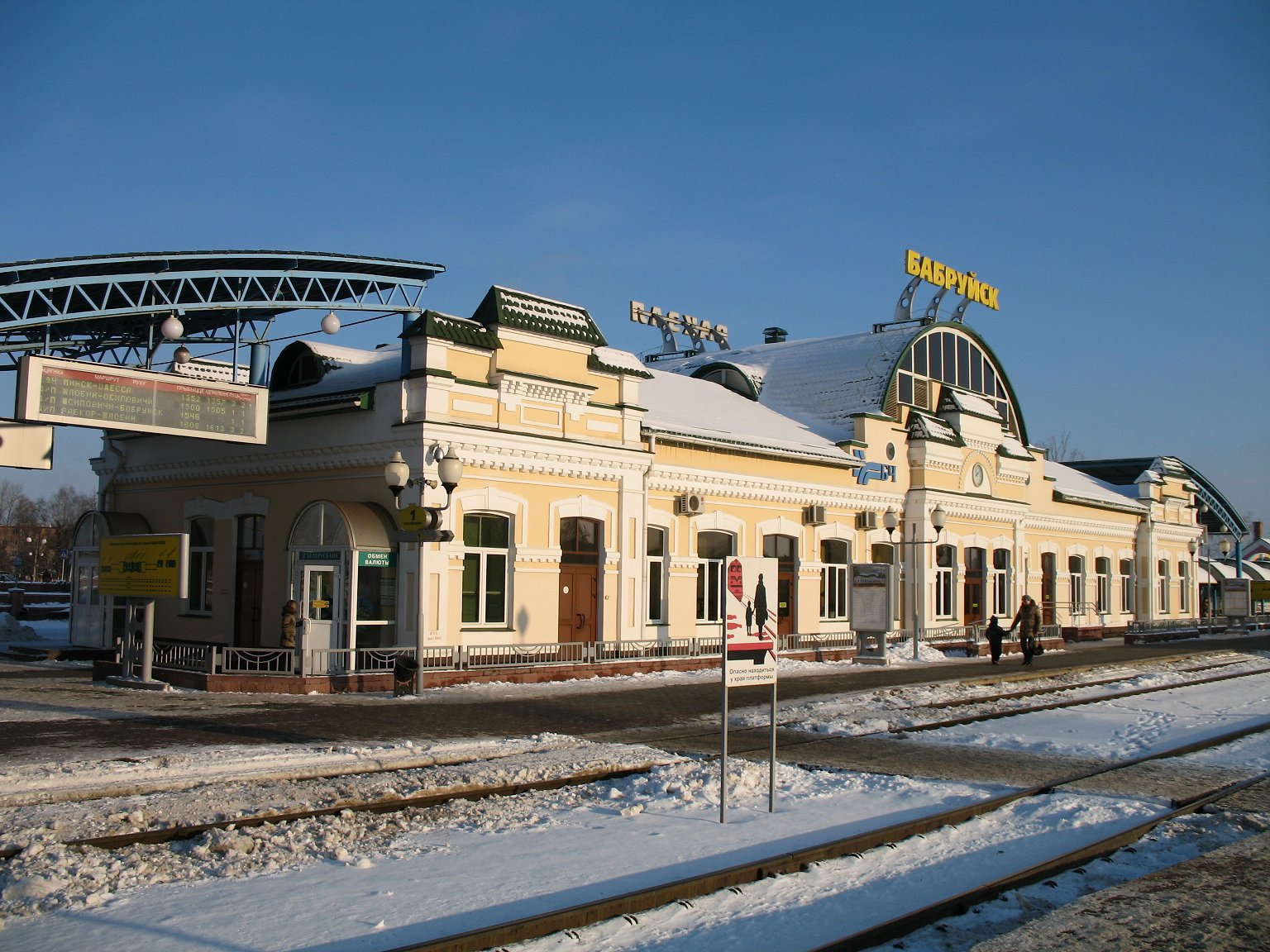
Вигляд з платформ
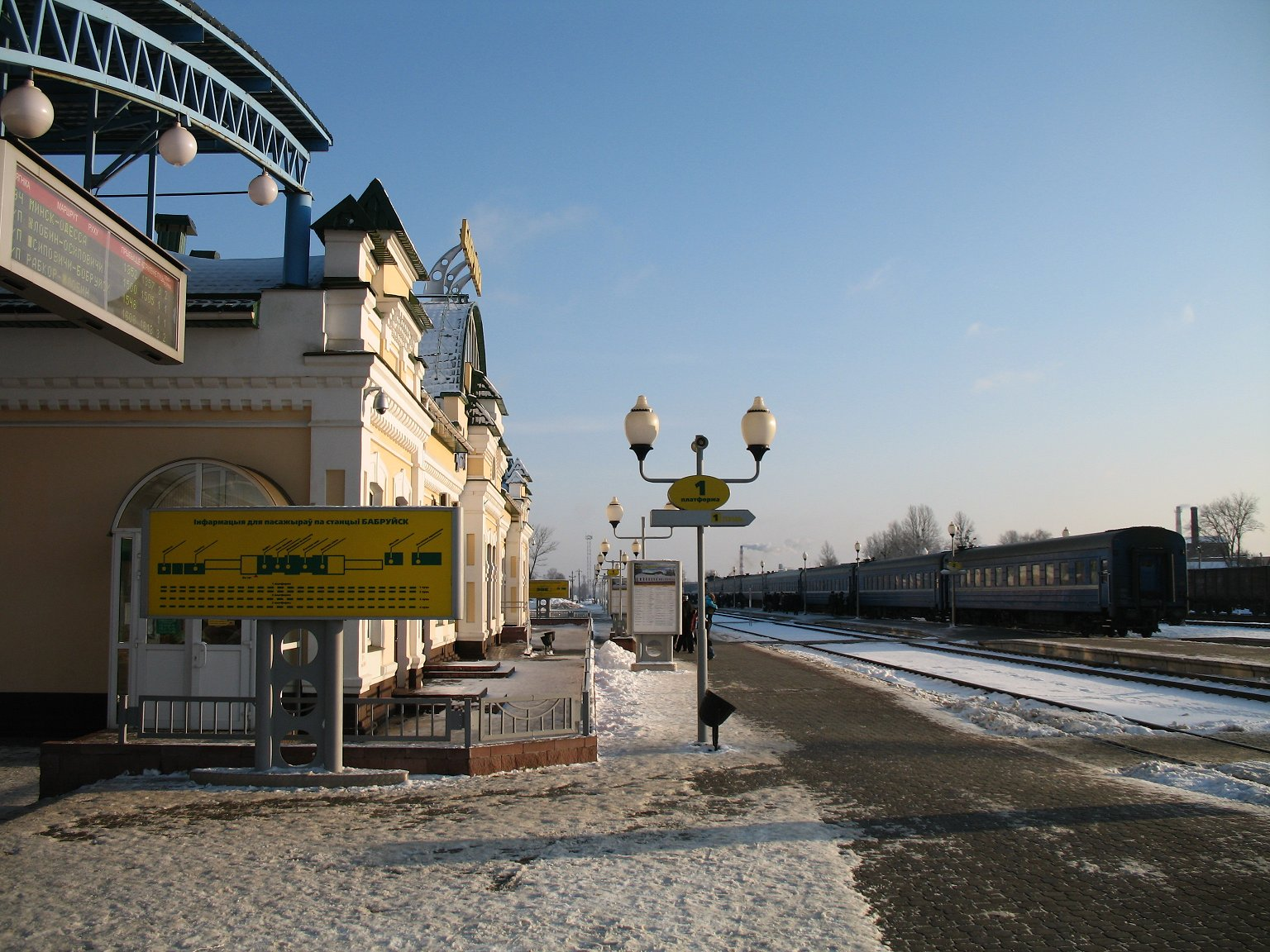
Платформа № 1
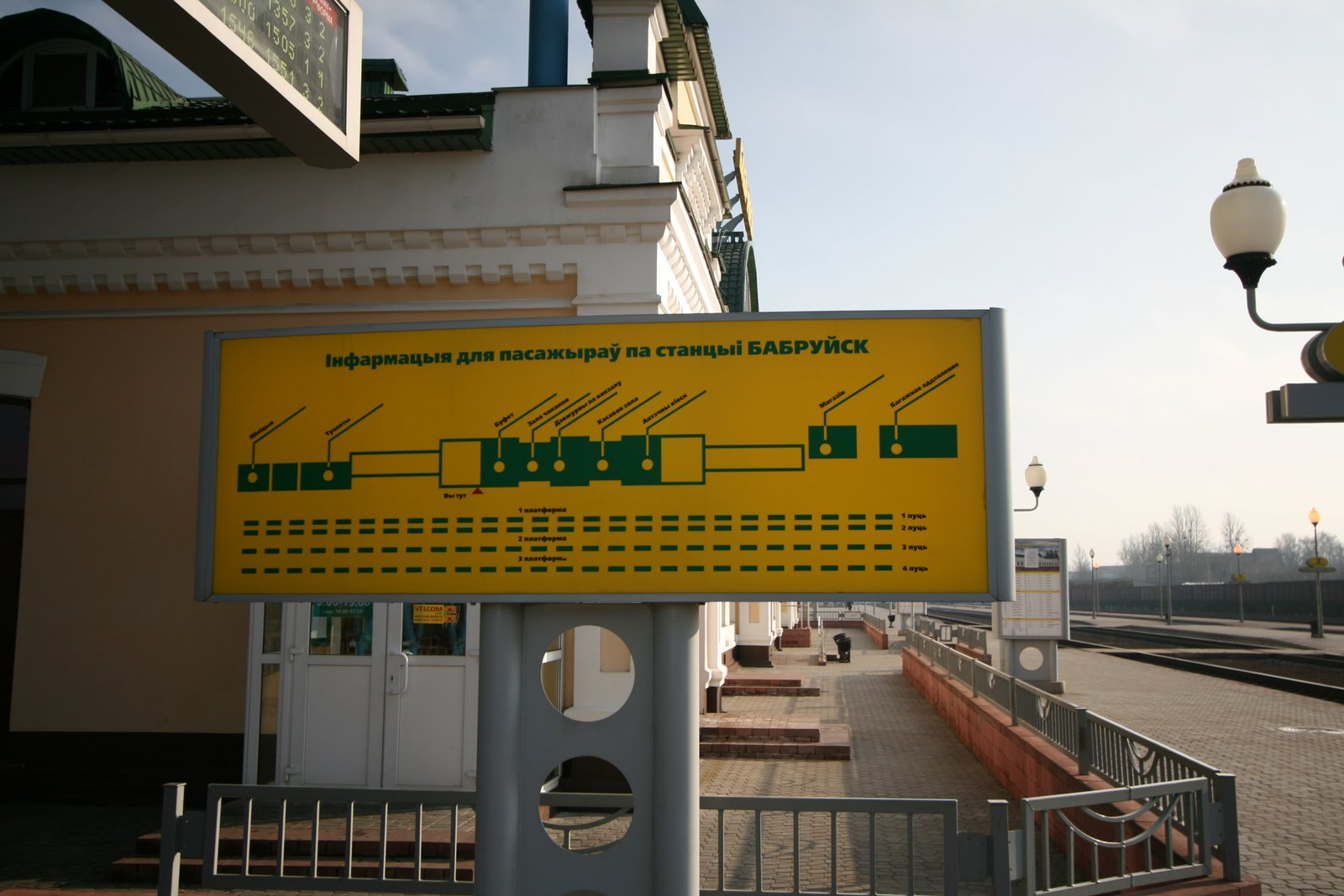
Інформація для пасажирів